# 神州穿梭
《神州穿梭》（英語：China Beat）是香港有線電視財經資訊台製作新聞時事專題節目，探討與中國兩岸三地有關的大小事件，題材範圍覆蓋政治、社會、民生，並由有線新聞中國組記者作深入的專題報道。節目於逢星期六晚上八時及十時播出，並會於其他時段重播。節目始創于2002年，是香港的電視台第一個以大中華地區的時事新聞、社會熱點為主題的專題節目，因此廣受好評。
負責節目製作和採訪的是有線電視的中國組記者，包括有蔡淑儀、胡力漢、呂秉權、林建誠、黃麗萍、羅暉翔、吳子敏、陳月慧；曾任則有吳曉東、張寶華、陳芳婷、鄧美玲、黃淑玲、陳保華。
節目主持曾由張寶華、新聞台主播王靜茵、莊安宜和關善茹擔任，后改由中國組記者主持。
節目已經被新聞台星期一至五晚播出的有線中國組及其精華版財經資訊台星期六、日播出週末中國組取代。

## 獎項
節目自播出以來獲獎甚豐，打破有線創台以來單一組別的獲獎紀錄，撮要如下：
- 胡力漢

2008年－文革紀念特輯《浩劫根源》獲紐約國際電視電影節人情故事組優異獎
2007年－文革紀念特輯《浩劫根源》獲第十一屆人權新聞獎電視新聞組優異獎
2006年－《傷心女中》獲紐約國際電視電影節獲人情故事組銅獎
2004年－《抗爭村長》獲紐約國際電視電影節獲特別報道組銅獎
- 陳保華

2006年－《中國維權運動》獲第十一屆人權新聞獎電視新聞組大獎
2006年－《中國水危機》獲紐約國際電視電影節環境生態組優異獎
2005年－《德．怨》獲紐約國際電視電影節獲人情故事組優異獎
- 黃淑玲

2005年－《黃色遇警》獲北京市政府頒發最佳電視新聞獎
- 呂秉權

2007年－《PAAG切胸之痛》獲中文大學頒發專題組(電子傳媒)大獎
- 鄧美玲

2007年－《走訪日本系列》與總主播張宏艷合作，獲紐約國際電視電影節獲人情故事組優異獎
- 吳曉東

2004年－《滕維的故事》獲紐約國際電視電影節中獲人情故事組金獎
- 黃淑玲、呂秉權、羅暉翔、吳子敏集體創作：

2007年－《形象工程系列》獲紐約國際電視電影節中獲最佳新聞紀錄片組金獎

## 書籍出版
以下所有書籍都是由香港有線新聞有限公司授權明報出版社推出發行：
第一本於2006年7月推出發行了《神州穿梭記者眼》書籍零售版本，此書籍可以把《神州穿梭》節目內容改編而錄成書籍，重新編寫，重要添加拍攝片中節目內容資料圖片。
第二本於2009年5月推出發行了《穿梭背後－神州事 神州情》書籍零售版本，此書籍可以把《神州穿梭》節目內容改編而錄成書籍，重新編寫，重要添加拍攝片中節目內容資料圖片。

## 外部連結
- 《神州穿梭》官方網頁 （页面存档备份，存于）